# نش (داکوتای شمالی)
نش(به انگلیسی: Nash) شهری در ایالت داکوتای شمالی کشور ایالات متحده آمریکا است که جمعیت آن در سرشماری سال ۲۰۱۰ میلادی، ۳۲ نفر بوده‌است.